# أتخباسكن
أتخباسكن أو أتخباساكن، هي ملكة نوبية كوشية أو زوجة ملك عاشت خلال عهد الأسرة الخامسة والعشرين في مصر، وهي الزوجة الملكية العظمى للملك طهارقة.

## التعرف عليها
تعرف الملكة أتخباسكن أساسا من مقبرتها في جبانة نوري (نو 36). وتشمل الاكتشافات في المقبرة: شوابتي وأواني أحشاء موجودة الآن في متحف بوسطن، ومذبح الآن في متحف مروي في الخرطوم. وقد تم توسيع قبرها بعد بناء المحراب.